# (38285) 1999 RS61
1999 RS61 (asteroide 38285) é um asteroide da cintura principal. Possui uma excentricidade de 0.07426630 e uma inclinação de 1.77147º.
Este asteroide foi descoberto no dia 7 de setembro de 1999 por LINEAR em Socorro.